# Kellinghusen
Kellinghusen är en småstad i norra Tyskland i förbundslandet Schleswig-Holstein. Kellinghusen, som tillhör Kreis Steinburg, ligger strax nordost om Itzehoe vid ån Stör och har cirka 8 000 invånare. Närmaste järnvägsstation ligger i grannbyn Wrist, där bland annat regionaltåget mellan Kiel och Hamburg stannar. Med bil kan man ta sig till Kellinghusen på väg B206 från Itzehoe eller via avfarten till Bad Bramstedt, alternativt avfarten till Neumünster, från motorväg A7.

## Historia
Orten har funnits länge, och har sedan 1148 burit namnet Kellinghusen. Staden är från början en hantverkarstad, och än idag finns där betydande hantverk, främst inom keramik. Hantverkartraditionerna blir påtagliga vid den årliga krukmakerimarknaden Kellinghusener Töpfermarkt, då keramikkonstnärer ställer ut och säljer sina alster. Tidigare har Stör varit en viktig transportväg för staden, men efter att vattenvägar förlorat sin status som primära kommunikationskanaler har ån slammat igen påtagligt. Idag rinner ån undan för dåligt, vilket gör sig påmint genom återkommande översvämningar av stadens lägre liggande områden.

## Sevärdheter
Den gamla stenkyrkan St. Cyriacus-Kirche är en av stadens stoltheter. En annan är rådhuset som uppfördes 1908. Ett utkikstorn, Luisenberger Turm, ganska nära centrum lockar också besökare.
|                          |
| Rådhuset i Kellinghusen. |

|                                |
| Utkikstornet Luisenberger Turm |

|                            |
| Kyrkan St. Cyriacus-Kirche |

## Politik

### Borgmästare
- 1950 - 1953 Gerhard Muhs (oberoende),
- 1953 - 1971 Paul Jeske (oberoende),
- 1971 - 1976 Herbert Hinz (CDU),
- 1977 - 1982 Helmut Hagedorn (CDU),
- 1982 - 1992 Franz-Joseph Kuß (oberoende),
- 1992 - 2002 Siegfried Kalis (SPD),
- 2002 - 2010 Helga Nießen (oberoende)
- 2010 - ... Axel Pietsch (BFK)